# Qualitätsrichtlinie
Eine Qualitätsrichtlinie (englisch Quality Guideline) ist eine Anweisung, nach der man handeln muss, in der die Beschaffenheit einer Einheit (Tätigkeiten, Prozess, Produkt, Organisation, Person, System) bezüglich der Qualitätsforderung festgelegt ist, um die Qualität zu sichern. Qualität ist nach der Qualitätsmanagementnorm DIN EN ISO 9000 definiert als „Grad, in dem ein Satz inhärenter Merkmale eines Objekts Anforderungen erfüllt“ oder auch nach DIN 55350 ist Qualität die „realisierte Beschaffenheit einer Einheit bezüglich der Qualitätsforderung“. Eine Richtlinie ist eine Anweisung höherer Instanzen, nach der man handeln muss, sie ist jedoch kein förmliches Gesetz. Die Qualitätsrichtlinie Der Begriff Qualitätsrichtlinie wird meistens im Zusammenhang mit Qualitätsmanagement in Verbindung gebracht, da Qualitätsrichtlinien wesentlicher Bestandteil des Qualitätsmanagements sind. Mit dem Zweck, dass die Qualitätsanforderungen von jedem, der sich am Qualitätsmanagementsystem beteiligt, verstanden wird und mit dem Ziel, dass die Einheit den Qualitätsanforderungen entspricht. Qualitätsrichtlinien begegnet man im alltäglichen Leben über all, denn ziemlich alles hat seine Qualitätsrichtlinien; zum Beispiel gibt es Qualitätsrichtlinien für Krankenhäuser, Qualitätsrichtlinien für Lieferanten, Qualitätsrichtlinien für Betonrohre, Qualitätsrichtlinien sämtlicher Unternehmen und viele mehr.

## Gründe für Qualitätsrichtlinien
Der Erfolg eines Unternehmens, egal ob es Dienstleistungen oder Produkte anbietet, beruht auf der Qualität seiner Leistung. Dies ist wichtig, um auf dem Markt konkurrenzfähig zu bleiben und um Profit für das Unternehmen zu machen. Dies geht nur, wenn der Abnehmer mit der Leistung, das heißt wiederum mit der Qualität, zufrieden ist. Genau um diese Qualität zu bewahren und um die Abnehmer nicht an die Konkurrenz zu verlieren, ist das Qualitätsmanagement, also insbesondere die Qualitätsrichtlinien, nach denen die Leistungen gefertigt werden, nicht mehr wegzudenken. Daher hat das Qualitätsmanagement auch einen sehr hohen Stellenwert in den Unternehmen. Durch einhalten der Qualitätsrichtlinien wird nicht nur die Fehlerrate gesenkt, sondern auch, wie schon oben erwähnt, der Gewinn des Unternehmens steigt, weiterhin bleibt es auf dem Globalen Wettbewerb konkurrenzfähig und die Abnehmerzahlen steigen.

## Bestimmung der Qualitätsrichtlinie
Die Qualitätsrichtlinien werden vom Qualitätsmanagement bestimmt, zu dessen weiteren Aufgaben noch die Festlegung der Qualitätspolitik und der Qualitätsziele, die Qualitätsplanung, die Qualitätslenkung, die Qualitätssicherung und die Qualitätsverbesserung zählen.

## Inhalt der Qualitätsrichtlinie
Es müssen bestimmte Aspekte definiert werden, und zwar die Strukturqualität (bauliche Voraussetzung und organisatorische Strukturen), die Prozessqualität (tägliche Arbeit und Handlungsabläufe) und zum Schluss die Ergebnisqualität (Prüfung und Kontrolle); zuzüglich muss noch das Risikomanagement betrachtet werden. Dies ist sehr wichtig in den Qualitätsrichtlinien, denn da sich das Qualitätsmanagementsystem ständig verändert, aber der Abnehmer keine Qualitätsverluste spüren darf, muss im Falle eines Fehlers ein Funktionierendes Risikomanagement vorhanden sein, das heißt, wenn nun ein Fehler entsteht, muss sofort mit den im Voraus schon beschlossenen Vorbeugungsmaßnahmen begonnen werden.

## Aufbau der Qualitätsrichtlinie
Da jedes Unternehmen eigene Qualitätsrichtlinien hat und es keine einheitliche Qualitätsrichtlinien für alle Unternehmen gibt, kann man eine übergeordnete Einteilung erstellen. Eine Qualitätsrichtlinie ist ein schriftlich erfasstes Dokument, in dem folgende Punkte aufgelistet und erörtert sind: 
- Zweck der Richtlinie: Der Zweck der Richtlinie ist es, dass jeder, der im Unternehmen arbeitet (dazu zählen auch Lieferanten, die Rohrmaterialien liefern oder auch das Endprodukt versenden), dieselbe Qualitätsrichtlinie und somit auch dieselbe Handlungsanweisung und Anspruch an die Qualität hat.
- Ziel der Richtlinie: Ziel der Richtlinie ist es, die Fehlerrate zu senken und die Qualität beizubehalten, wenn nicht sogar zu steigern.
- Managementsysteme: Das Managementsystem legt fest, nach welchen Qualitätsmanagementnormen das Unternehmen genügen muss, um den Standards in dieser Norm zu entsprechen.
- Prozess und Produktqualität: Hier wird festgelegt, wie der Prozess abzulaufen hat, sei es die Herstellung eines Produktes oder einer Dienstleistung, um eine möglichst hohe Qualität des Produktes oder der Leistung zu erhalten.
- Qualitätsplanung: Hier wird die Qualität von der Entstehung bis zum Ende des Produktes geplant, um möglichen Fehlerquellen vorzubeugen; deswegen wird hier vor allem auch auf das Risikomanagement geachtet.
- Dokumentation: Die Dokumentation ist abhängig davon, welcher Qualitätsmanagementnorm das Unternehmen unterliegt; je nach dem muss die Dokumentation andere Sachen beinhalten. Zum Beispiel nach der DIN EN ISO 9001:2000 muss die Dokumentation zum Qualitätsmanagementsystem folgende Punkte beinhalten: dokumentierte Aussagen zu Qualitätspolitik und zu Qualitätszielen; ein Qualitätsmanagement-Handbuch; dokumentierte Verfahren, die normseitig gefordert werden; Dokumente, die die Organisation zur wirksamen Planung, Durchführung und Lenkung ihrer Prozesse benötigen; normseitig geforderte Qualitätsaufzeichnungen; der Umfang der Dokumentation richtet sich dabei nach Größe und Art der Organisation, Komplexität der Prozesse und Fähigkeiten des Personals.[3]
- Produktfreigabe: Hier Wird nochmals die Qualität überprüft. Wenn es im Bereich der Toleranz liegt, wird das Produkt freigegeben.

## Beispiel
Um dies nun besser zu verstehen und nochmals zu verdeutlichen, folgt jetzt ein konkretes Beispiel zu einer Qualitätsrichtlinie. Unsere Fiktive Firma XY ist ein Mittelständisches Unternehmen, das sehr hohen Wert auf Kundenzufriedenheit und Qualität setzt. Das heißt, das Qualitätsmanagement erhält im Unternehmen einen hohen Stellenwert. Das Unternehmen bekommt das Rohmaterial von einem Zulieferer der Region. Das Unternehmen verarbeitet das Rohmaterial in einer 7-Schritte-Prozesskette zum Endprodukt, das durch ein weiteres Unternehmen Versand wird. Das Unternehmen XY wird nach der DIN EN ISO 9001:2000 gewertet und muss sich an diese Richtlinien halten. Die Qualitätsrichtlinien werden in diesem Unternehmen folgendermaßen aussehen: Der Zweck der Richtlinien dieses Unternehmens wird sein, dass die Arbeiter wie auch die Lieferanten dieselbe Qualitätsrichtlinie verfolgen und somit nach denselben Handlungsanweisungen handeln und denselben Anspruch an die Qualität haben, wie es das gesamte Unternehmen hat. Das Ziel der Richtlinien ist es, die Qualität zu wahren und zu verbessern, um den Kundenstamm zu halten bzw. auszubauen. Das Managementsystem, dem das Unternehmen genügen muss, ist die DIN EN ISO 9001:2000. Die Prozess- und Produktqualität des Unternehmens legt fest, wie hoch die Ansprüche der 7 einzelnen Schritte sind. Damit ist zum Beispiel gemeint, dass es nur eine gewisse Toleranz gibt, in der sich das Produkt bewegen darf, um den Qualitätsansprüchen zu genügen. In der Qualitätsplanung wird geplant, wie die Qualität von Anfang bis Ende zu sein hat, wichtig hierbei ist die Betrachtung des Risikomanagements, um auf entstandene Fehler schnell zu reagieren. In der Dokumentation der Qualitätsrichtlinien werden die oben genannten Punkte nieder geschrieben. Und zum Schluss in der Qualitätsrichtlinie ist die Produktfreigabe verankert. Hier wird nochmals das gesamte Produkt kontrolliert, vermessen und die Qualität überprüft. Wenn alles den Ansprüchen genügt, im Bereich der Toleranz liegt und den Richtlinien entspricht, wird es freigegeben.